# Орловська сільська рада (Наровчатський район)
Орло́вська сільська рада (рос. Орловский сельский совет) — сільське поселення у складі Наровчатського району Пензенської області Росії.
Адміністративний центр — село Орловка.

## Населення
Населення — 381 особа (2019; 440 в 2010, 552 у 2002).

## Склад
До складу сільської ради входять:
| Населений пункт | Населення, осіб (2002) | Населення, осіб (2010) |
| --------------- | ---------------------- | ---------------------- |
| Кадиковка, село | 205                    | 163                    |
| Орловка, село   | 347                    | 277                    |